# Roman Summereder
Roman Summereder (Ried im Innkreis, 1954) is een Oostenrijkse organist en klavecinist.

## Levensloop
Summereder was als kind al op het orgel bezig. Hij studeerde aan de Muziekuniversiteit in Wenen: kerkmuziek en orgel bij Anton Heiller en compositie bij Kurt Schwetsik. Klavecimbel leerde hij bij Robert Kohnen in het Koninklijk Conservatorium van Brussel.
In 1976 behaalde hij de Vierde Prijs in het internationaal orgelconcours in het kader van het Festival Musica Antiqua in Brugge.
Hij streeft ernaar zowel de Oude Meesters als hedendaagse composities uit te voeren. Hij heeft talrijke creaties op zijn naam. Als concertant, op orgel en op klavecimbel, heeft hij zowat overal in Europa gespeeld, op oude en moderne instrumenten.
Van 1979 tot 1999 doceerde hij aan de Muziekhogeschool van Wenen partituurspel en basso continuo. In 1999 leidde hij de orgelklas in deze school en werd in 2002 bevorderd tot gewoon hoogleraar. Verder gaf hij zowat overal in Europa lezingen en hield meestercursussen en workshops.

## Publicatie
- Aufbruch der Klänge. Materialien, Bilder, Dokumente zu Orgelreform und Orgelkultur im 20. Jh, Edition Helbing Innsbruck 1995

## Discografie
Summereder heeft een groot aantal platenopnamen op zijn naam.
Onder zijn opnamen is te vermelden: Zungen aus Feuer, met werk van Schönberg, Messiaen, Reda en Ligeti, in 2008 met de Pasticcio-Preis van de Oostenrijkse Rundfunk bekroond.